# Izabela (I) Brazylijska

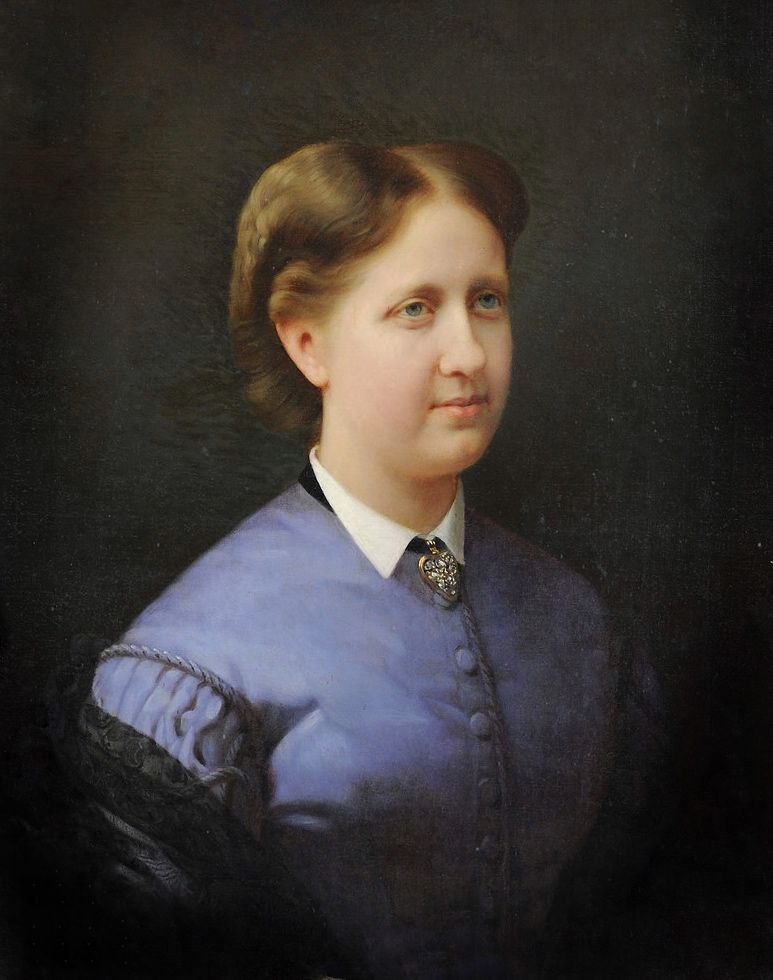
Izabela w 1868

Izabela Krystyna Leopoldyna Augusta Micaela Gabriela Rafaela Gonzaga de Orleáns e Bragança (urodzona Bragança e Bourbon-Obojga Sycylii) (ur. 29 lipca 1846 w Rio de Janeiro; zm. 14 listopada 1921 w Château d'Eu, Paryż) - księżniczka cesarska, regentka i ostatnia następczyni tronu Brazylii.

## Życie
Izabela urodziła się jako córka Piotra II, cesarza Brazylii, i Teresy Burbon, księżniczki Obojga Sycylii.
Wyszła za mąż za Gastona Orleańskiego, hrabiego d'Eu, syna Ludwika Karola Orleańskiego, księcia Nemours, i księżniczki Wiktorii Franciszki Sachsen-Coburg-Kohary. Gaston był wnukiem króla Francuzów - Ludwika Filipa I. Ślub odbył się 15 października 1864 roku, w Rio de Janeiro.
Izabela była regentką Brazylii zawsze kiedy jej ojciec udawał się w zagraniczną podróż; od 25 maja 1871 do 31 marca 1872 roku, między 26 marca 1876 i 28 września 1876 oraz również między 30 czerwca 1887 i 22 sierpnia 1888. Jej ojciec został zdetronizowany 15 listopada 1889 przez wojskowy zamach stanu, a rodzina cesarska została wygnana i udała się do Francji. W Paryżu (5 grudnia 1891) Piotr II zmarł, a dla monarchistów Izabela została tytularną (de iure) cesarzową Brazylii jako Izabela I.
W 1908 jej najstarszy syn Dom Pedro, książę cesarski, książę Grao Para, chciał poślubić szlachciankę, która jednak według Izabeli była zbyt nisko urodzona. Pedro zrzekł się więc swoich praw do tronu, aby móc ją poślubić. Następcą Izabeli został jej drugi syn - Dom Luiz, który jednak zmarł rok przed matką.

## Potomstwo
- Luísa Vitoria de Orléans e Bragança (1874), poroniona.
- Pedro de Alcântara Orléans e Bragança (1875–1940),
- Luís de Orléans e Bragança (1878–1920), ojciec Piotra (III),
- Antônio de Orléans e Bragança (1881–1918).